# Kadra 9 Batalionu Pancernego

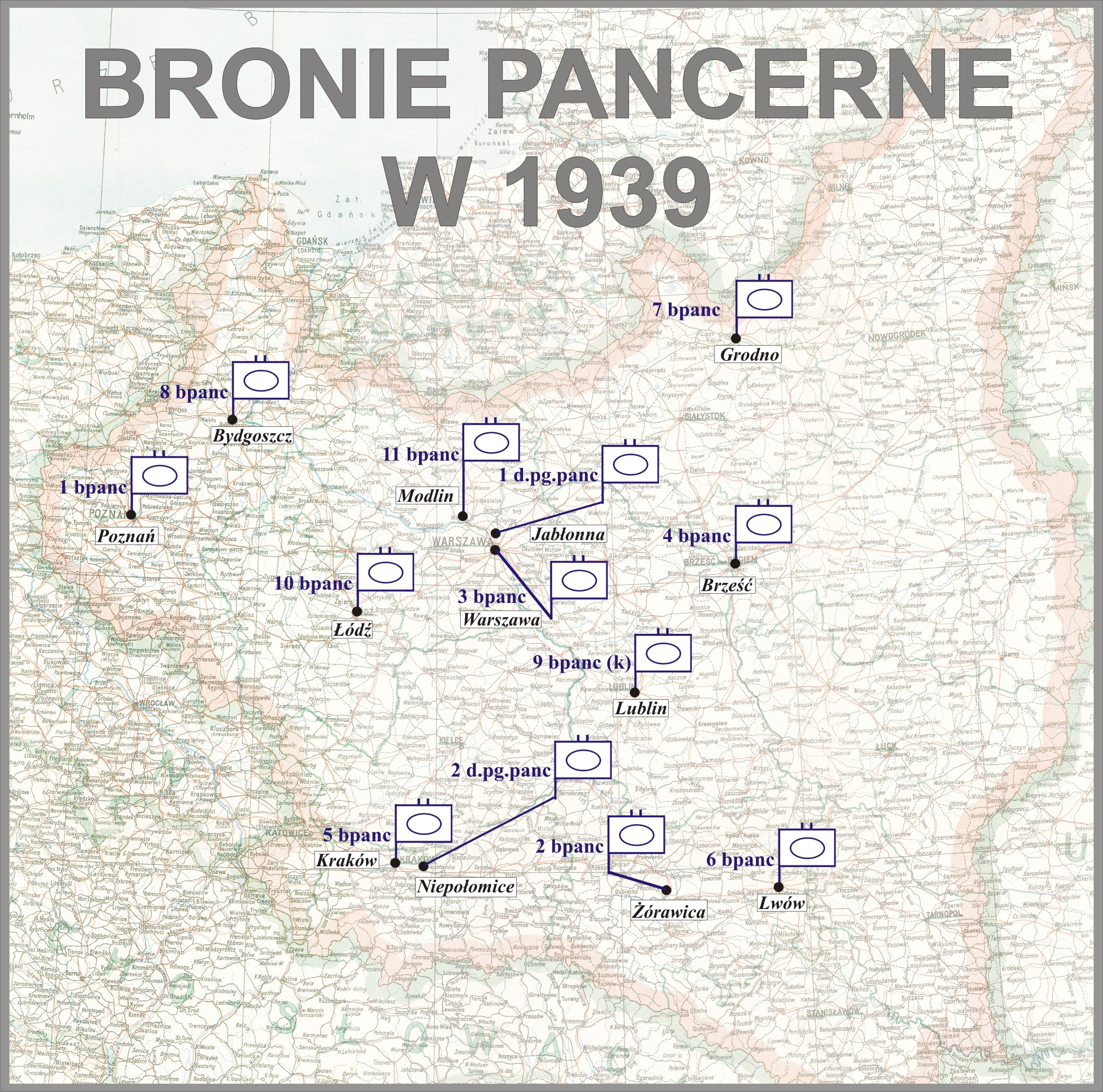
Bronie Pancerne Wojska Polskiego w 1939 przed wybuchem II wojny światowej

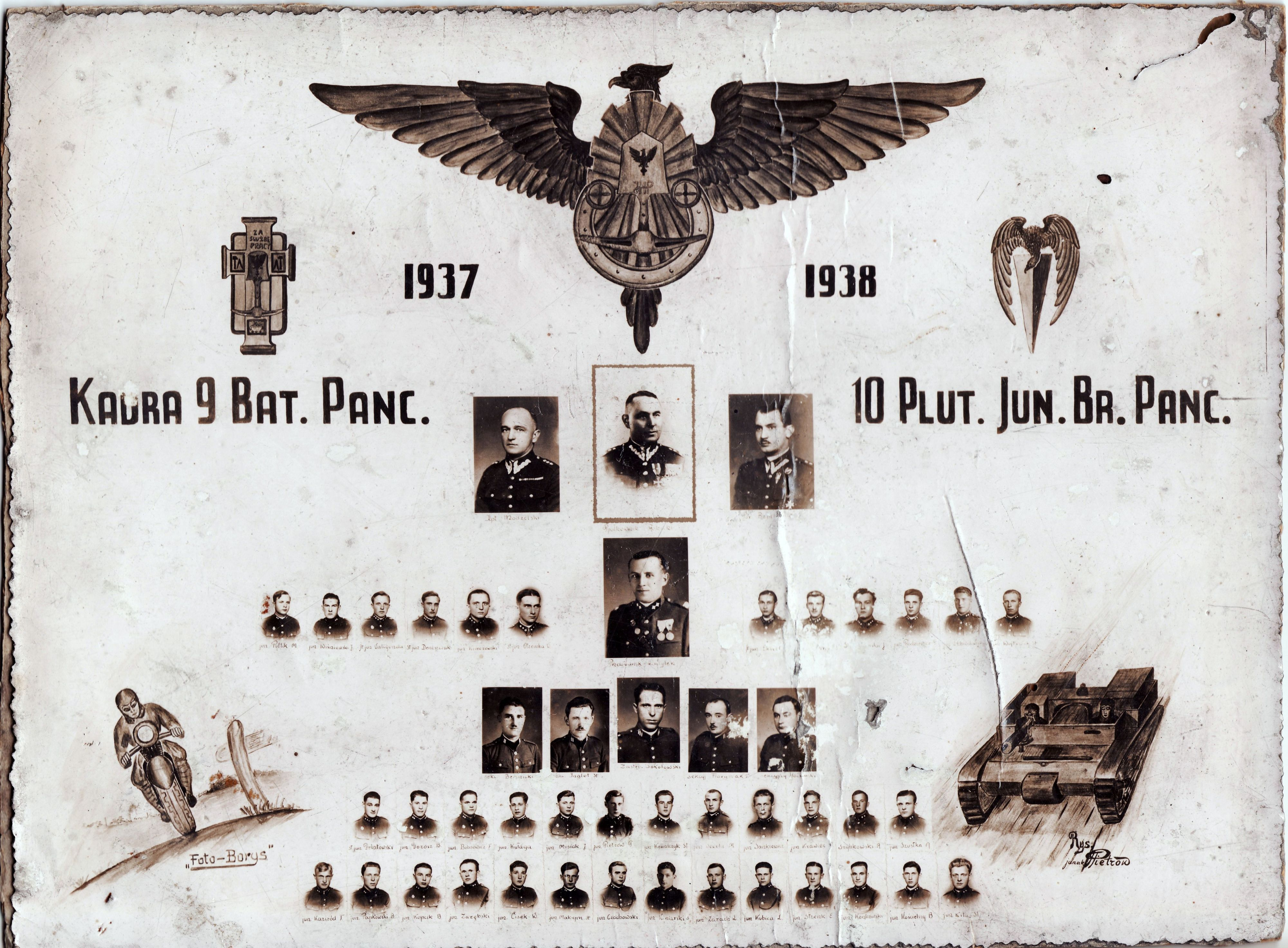
Tablo 10 plutonu junaków broni pancernych 1937-38

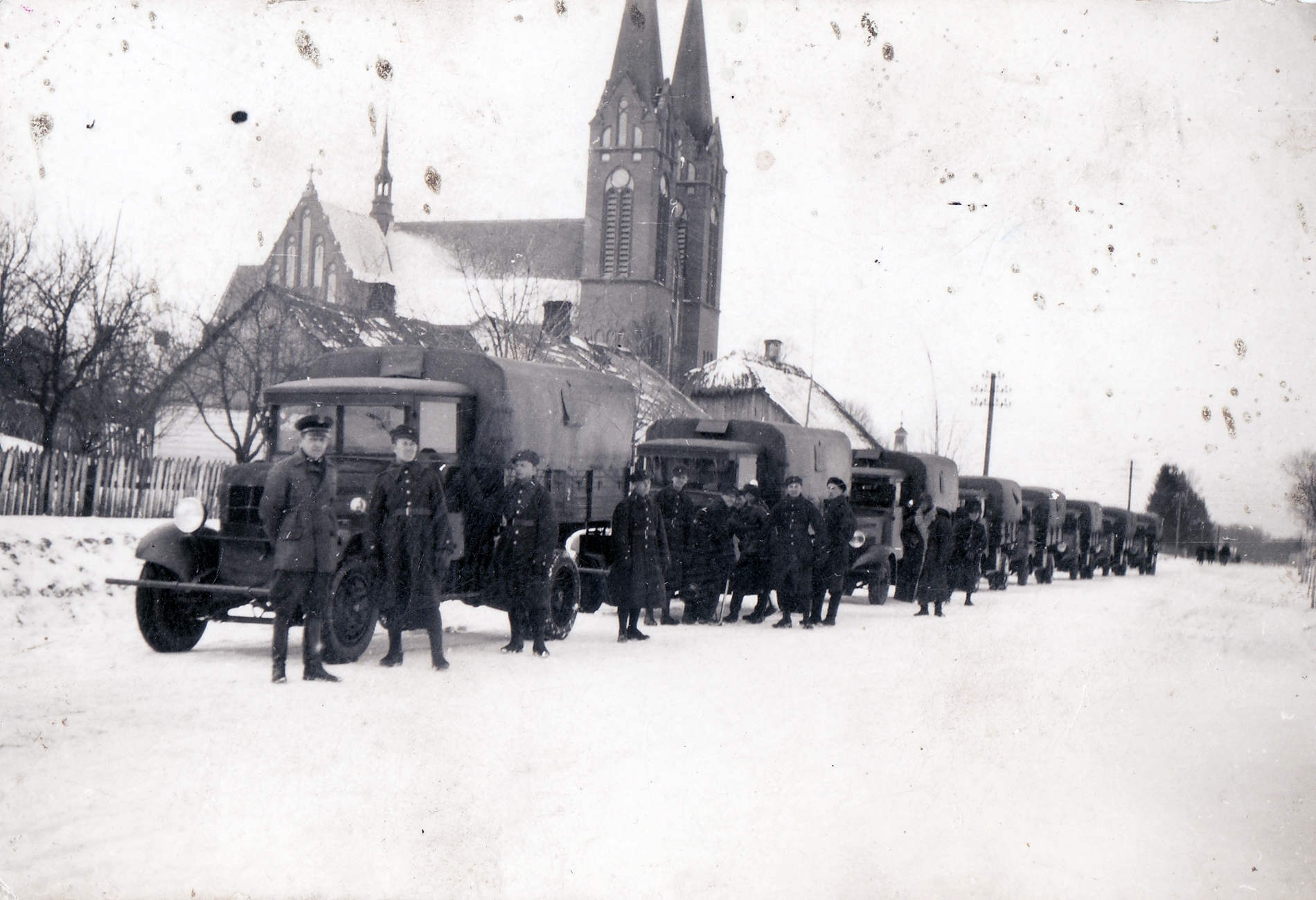
Samochody 9 batalionu.Postój koło kościoła w Garbowie

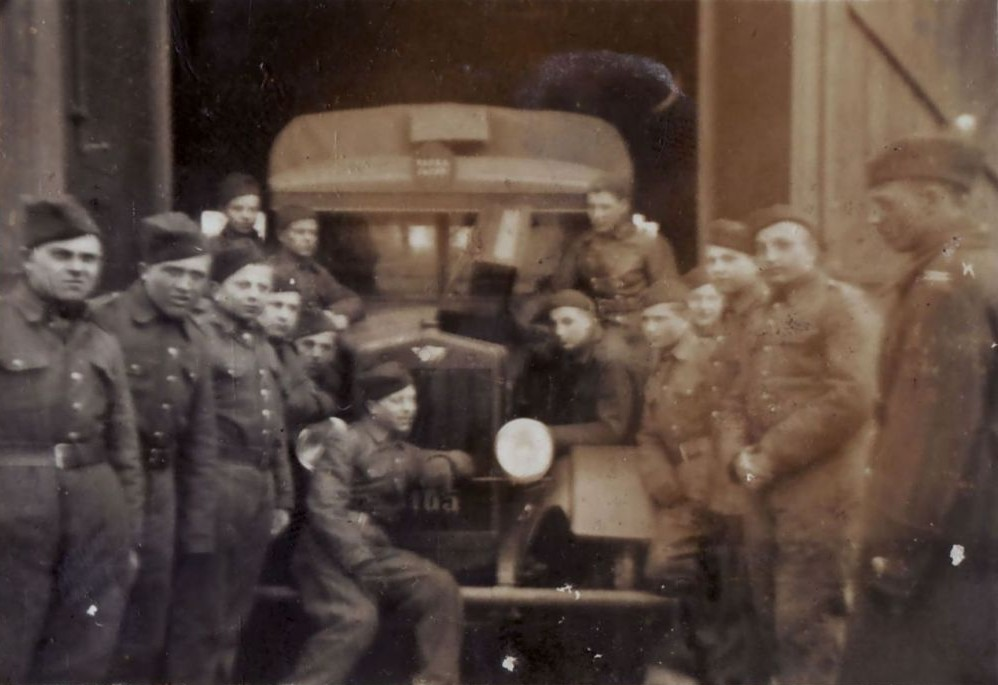
Samochód 9 batalionu

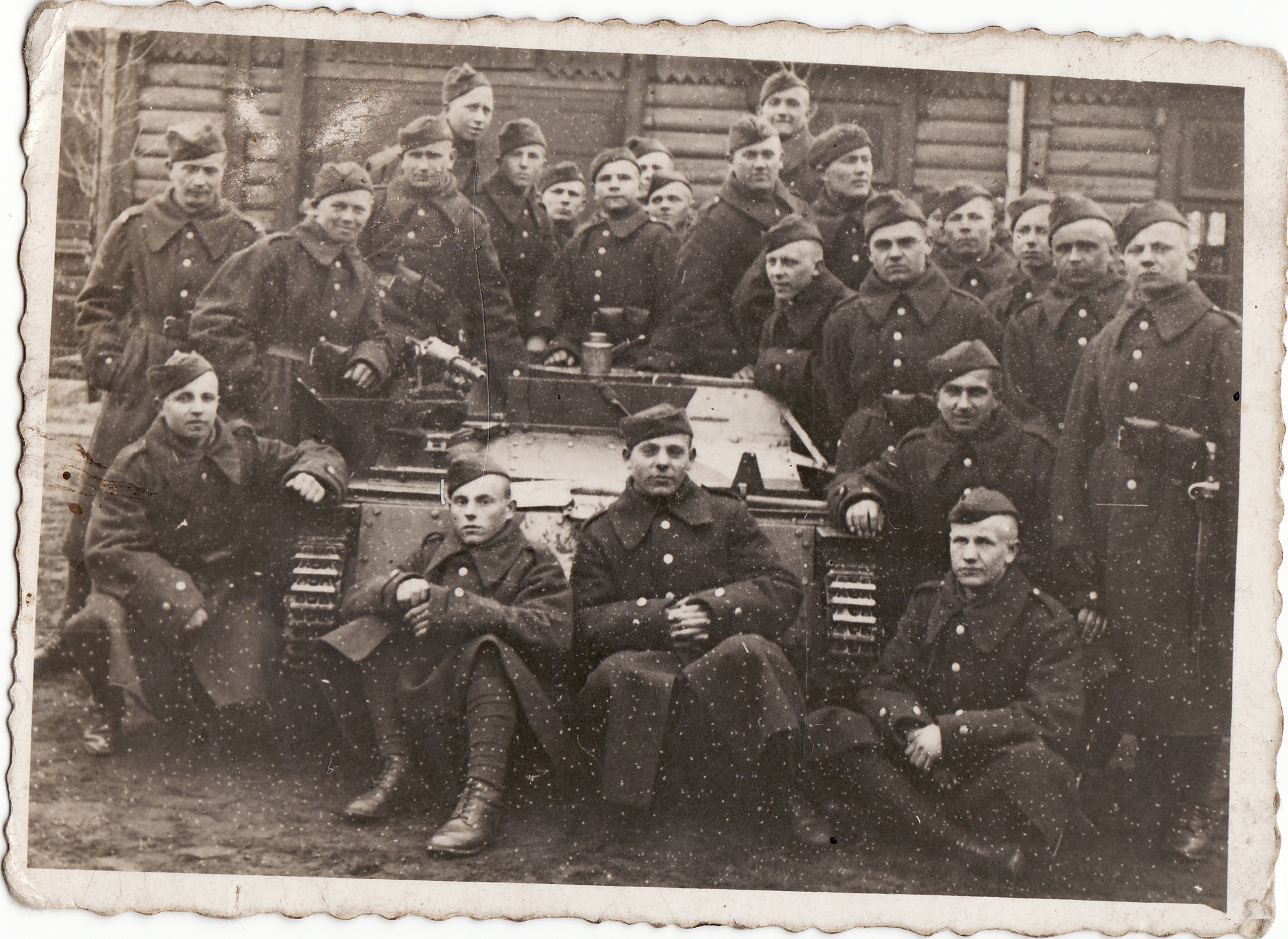
Czołg 10 plutonu

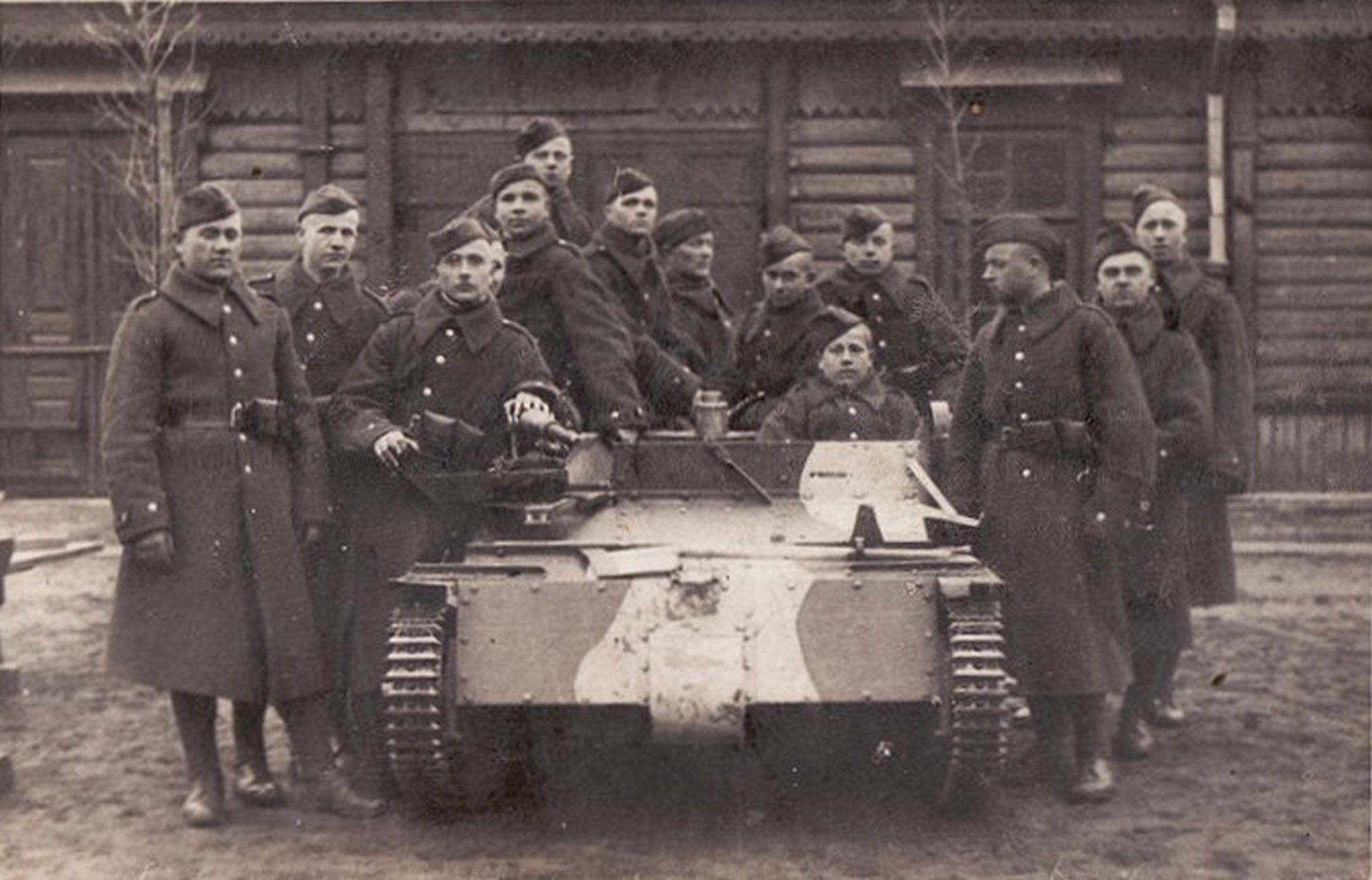
Czołg 10 plutonu

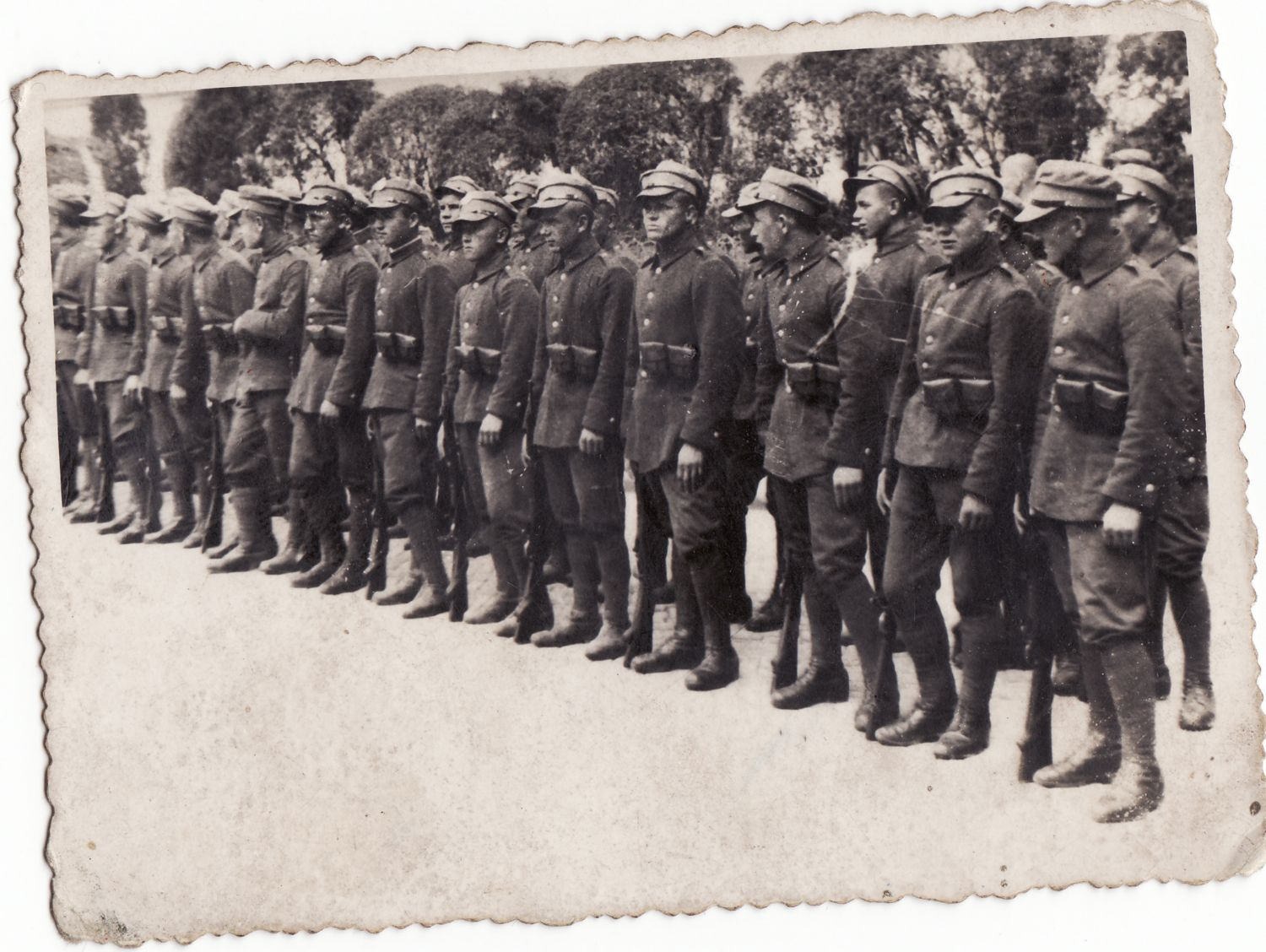
Apel

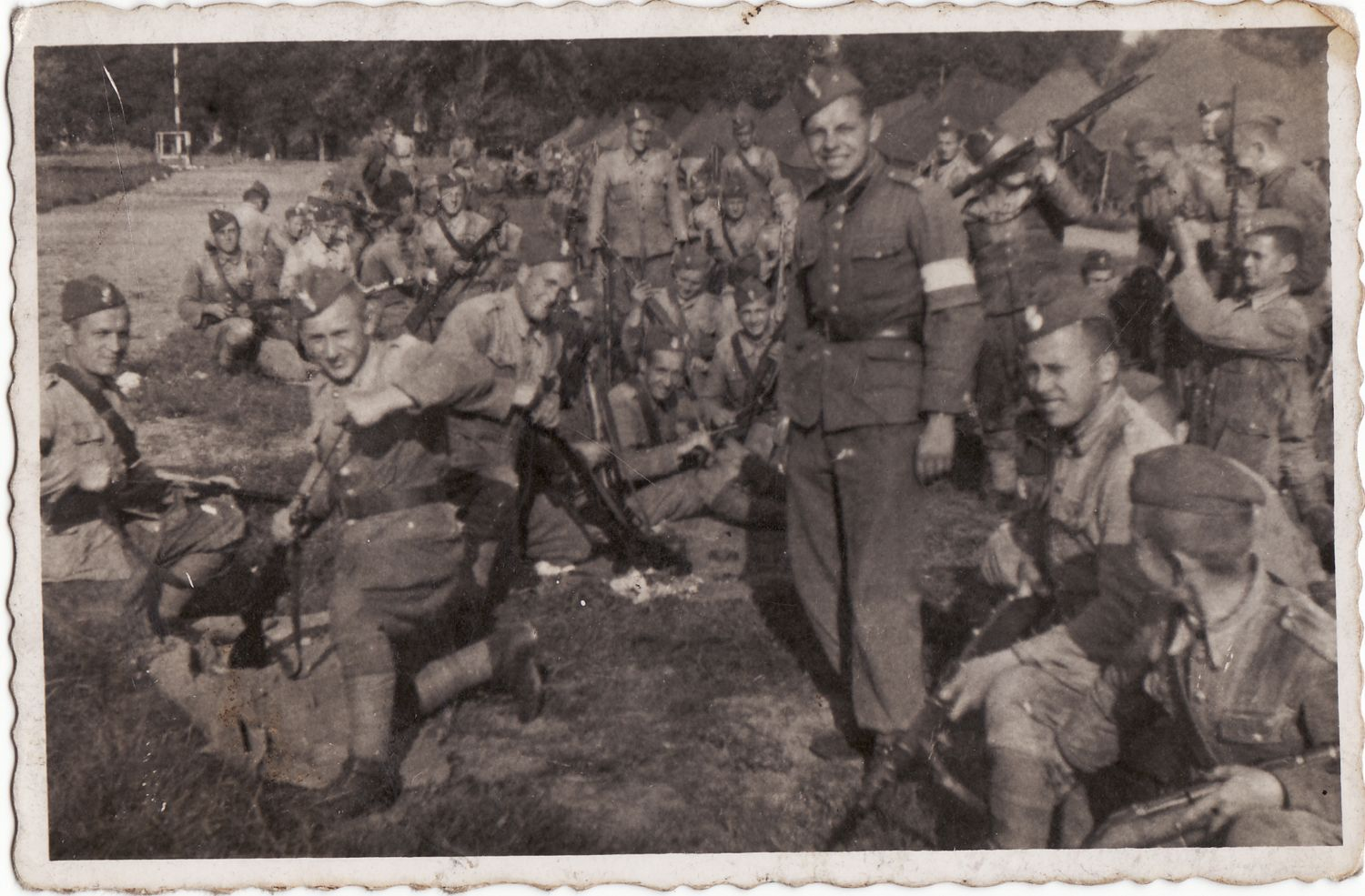
Odpoczynek po ćwiczeniach

Kadra 9 batalionu pancernego – oddział broni pancernych Wojska Polskiego w II Rzeczypospolitej.
„Kadra” była  jednostką wojskową istniejącą w okresie pokoju i spełniająca zadania mobilizacyjne wobec oddziałów i pododdziałów broni pancernych. Spełniał również zadania organizacyjne i szkoleniowe. Stacjonował w Lublinie. W 1939, po zmobilizowaniu jednostek przewidzianych planem mobilizacyjnym, został rozwiązany.

## Formowanie jednostki
Na podstawie rozkazu wykonawczego L.dz. 2244/Tjn.Org. z 26 września 1935 kadra 2 dywizjonu samochodowego w Lublinie została przemianowana na kadrę 9 batalionu pancernego. Stacjonowała na terenie Okręgu Korpusu Nr II i podlegała dowódcy 2 Grupy Pancernej.
W lipcu 1936 kadra otrzymała pięć tankietek Vickers Carden Loyd Mark VI, które przydzielono do szkoły kierowców jako sprzęt szkolny. W kwietniu 1938 przyjęto z 10 batalionu pancernego pięć kolejnych tankietek tego samego modelu, przeznaczonych do szkolenia kierowców. We wrześniu tego dwie tankietki wykreślono z rejestru. W listopadzie 1938 dwie tankietki przekazano do 2 batalionu pancernego, a w kwietniu 1939 oddano do tego samego oddziału w Żurawicy sześć ostatnich wozów. Tankietki Vickers Carden Loyd Mark VI były jedynym sprzętem pancernym na uzbrojeniu kadry.
Na podstawie rozkazu Dowództwa Broni Pancernych MSWojsk. l.dz. 3368/Tjn.Mot.36 z 19 listopada 1936 przy kadrze 9 bpanc. została zorganizowana kompania junaków. Zgodnie z etatem kompania miała mieć cztery plutony, a w każdym z nich miano szkolić 40 junaków w specjalności kierowcy lub mechanika. Ostatecznie zorganizowano tylko dwa plutony. Pierwszym komendantem kompanii został ppor. sam. rez. Wiktor Dziatlik, którego 24 lipca 1937 zastąpił por. sam. rez. Józef Kostylek. Na podstawie rozkazu Dowództwa Broni Pancernych MSWojsk. l.dz. 4605/Tjn. z 23 grudnia 1937 jedyny pluton funkcjonujący w kadrze otrzymał nazwę „10 pluton junacki broni pancernych”. Jego komendantem był porucznik Kostylek. W listopadzie 1938 pluton został zlikwidowany.
Według stanu z 15 lipca 1939 na wyposażeniu jednostki znajdowało się 99 samochodów ciężarowych, 21 samochodów specjalnych, 10 samochodów osobowych i 23 motocykle.

## W 1939 kadra zmobilizowała
W mobilizacji alarmowej, w grupie jednostek oznaczonych kolorem czarnym dla Korpusu Interwencyjnego (w nawiasach podano markę samochodów):
- kolumnę samochodów ciężarowych typ I nr 251 (Fiat 621)
- kolumnę samochodów ciężarowych typ II[a] nr 252 (Berliet)
- kolumnę samochodów sanitarnych typ I nr 201 (Fiat 621)
- kolumnę samochodów sanitarnych PCK typ nr 203

W I rzucie mobilizacji powszechnej:
- kolumnę samochodów ciężarowych w kraju nr 2 (do dyspozycji dowódcy OK II)
- kolumnę samochodów ciężarowych i osobowych w Kraju nr 21 (do dyspozycji dowódcy OK II)
- kolumnę samochodów ciężarowych typ I nr 253 (Fiat 621)
- kolumnę samochodów sanitarnych PCK typ nr 202 (Fiat 621)

W II rzucie mobilizacji powszechnej:
- Ośrodek Zapasowy Broni Pancernych typ II nr 2

Według Rajmunda Szubańskiego kolumny samochodów ciężarowych nr 251 i 252 oraz kolumny samochodów sanitarnych nr 201 i 202 podporządkowane zostały dowódcy broni pancernej Armii „Modlin”. Kolumna samochodów ciężarowych nr 253 przydzielona zostać miała do Armii „Poznań”.

## Żołnierze jednostki
Dowódcy jednostki
- mjr sam. Piotr Rudzki (X – XI 1935)[6]
- mjr sam. / ppłk br. panc. Józef Rokicki (4 XI 1935 – 19 V 1939)[7][8]
- mjr br. panc. Czesław Buszkiewicz (15 VI – VIII 1939)[9]

### Obsada personalna jednostki
| Stanowisko                         | Stopień, imię i nazwisko                    | Uwagi                           |
| ---------------------------------- | ------------------------------------------- | ------------------------------- |
| komendant kadry                    | ppłk br. panc. Józef Rokicki                | szef służby samochodowej DOK II |
| kwatermistrz                       | kpt. br. panc. Aleksander Nikoliszyn        |                                 |
| oficer mobilizacyjny               | kpt. br. panc. Marian Stenzel               |                                 |
| I zastępca oficera mobilizacyjnego | kpt. Adam III Zakrzewski                    |                                 |
| oficer administracyjno-materiałowy | chor. Józef Jurowski                        |                                 |
| dowódca plutonu przewozowego OK II | kpt. br. panc. Tadeusz Pytkowski            | †1940 Charków                   |
| komendant szkoły kierowców         | kpt. Henryk Modzelewski                     |                                 |
| instruktor                         | por. br. panc. Wacław Bejgrowicz            | †19 IV 1942 Lublin              |
| instruktor                         | por. Eugeniusz Wertyński                    |                                 |
| komendant parku                    | mjr Henryk Wyrzykowski                      |                                 |
| kierownik warsztatów               | kpt. br. panc. Władysław Maliszewski        | †1940 Charków                   |
| kierownik składnicy                | por. adm. (piech.) Stanisław Józef Pawowicz |                                 |
| na kursie                          | kpt. Zygmunt II Piotrowski                  |                                 |

### Żołnierze 9 batalionu pancernego – ofiary zbrodni katyńskiej
Biogramy zamordowanych znajdują się na stronie internetowej Muzeum Katyńskiego
| Nazwisko i imię          | stopień              | zawód                  | miejsce pracy przed mobilizacją | zamordowany |
| ------------------------ | -------------------- | ---------------------- | ------------------------------- | ----------- |
| Maliszewski Władysław    | kapitan              | żołnierz zawodowy      | (e)                             | Charków     |
| Lasota Stanisław         | porucznik rezerwy    | inżynier dróg i mostów |                                 | Charków     |
| Manteuffel-Szoege Edward | podporucznik rezerwy | artysta grafik         | ASP w Warszawie                 | Charków     |
| Pytkowski-Nowina Tadeusz | kapitan              | żołnierz zawodowy      |                                 | Charków     |

## Odznaka pamiątkowa
31 maja 1938 minister spraw wojskowych rozkazem l.dz. G.M. 3013 Repr. zatwierdził wzór i regulamin odznaki pamiątkowej 9 batalionu pancernego. Stylizowany srebrny orzeł trzymający w szponach trójkątny, emaliowany proporczyk (lewa strona czarna, prawa pomarańczowa). Autorami projektu odznaki byli por. Wacław Bejgrowicz i st. sierż. Aleksander Mańka-Jarzembowski. Odznaki wykonywane były jedynie w wersji emaliowanej.